# Мартин Естердал
Ерик Мартин Естердал је шведски аутор и продуцент. Тренутно је ЕРУ-ов извршни надзорник избора за Песму Евровизије.

## Песма Евровизије
У јануару 2020, ЕРУ је објавила да ће Естердал постати нови извршни надзорник Песме Евровизије и да ће преузети ту позицију од Јон Ола Санда после финала такмичења 2020 које би се одржало у мају 2020. у Ротердаму. Као извршни надзорник, Естердал има последњу реч у вези свих аспеката продукције такмичења. Такође је његова улога да организује систем гласања. Први пут као извршни надзорник се у тој улози појавио на избору за Дечју песму Евровизије 2020. у Варшави.
Он је био извршни продуцент такмичења 2013 и 2016 године (2016. заједно са Џоханом Бергхагеном), и био члан референтне групе Песме Евровизије од 2012. до 2018.